# Danh sách thành viên Vương thất Anh sống thọ nhất

Quốc huy Vương quốc Anh, được sử dụng bởi Elizabeth II từ năm 1953.

Kể từ khi Vương quốc Anh được thành lập theo Đạo luật Liên minh năm 1707, 28 thành viên của Vương thất Anh đã sống thọ hơn 80 tuổi. Họ gồm hai người sống trăm tuổi, 9 người thọ qua tuổi 90, và 17 người thọ qua tuổi 80. Trong số đó gồm có 20 phụ nữ và 8 nam giới; 18 trong số 28 người là thành viên Vương tộc theo huyết thống, và 9 người trở thành thành viên Vương tộc thông qua các cuộc hôn nhân. Công chúa Mary, Công tước phu nhân xứ Gloucester và Edinburgh (1776–1857) là thành viên Vương thất Anh duy nhất theo cả hai phương diện huyết thống và hôn nhân. Ngoài ra, 4 người trong danh sách đã bị phế truất tước vị quý tộc và tước hiệu Vương thất Anh vào năm 1919 theo Đạo luật phế truất tước hiệu 1917 vì là con hoặc phối ngẫu của kẻ thù chống lại Vương quốc Anh trong Thế chiến thứ nhất và được biểu thị bằng dấu hoa thị (*) trong bảng ở dưới.
Thành viên sống thọ nhất trong Vương thất Anh là Công chúa Alice, Nữ công tước xứ Gloucester (1901–2004) với tuổi thọ là 102 năm 309 ngày. Bà đã trở thành thành viên thọ nhất trong Vương tộc khi vượt qua 101 tuổi 238 ngày vào năm 2003, bằng tuổi thọ của Thái hậu Elizabeth (1900–2002). Trước đó, Vương Thái hậu Elizabeth Bowes-Lyon đã lập kỷ lục là người sống thọ nhất trong Vương thất Anh vào năm 1998 khi bà vượt qua tuổi 97 lẻ 313 ngày, cùng số tuổi với Công chúa Alice, Nữ bá tước Athlone (1883–1981). Vương tôn nữ Alice xứ Albany cũng là thành viên Vương thất theo huyết thống sống thọ nhất và là đứa cháu cuối cùng qua đời của Victoria của Anh (1819–1901) và Vương tế Albrecht (1819–1861). Tính đến trước thời điểm đầu tháng 4 năm 2021, thành viên thọ nhất của Vương thất Anh là Vương phu Philip, Công tước xứ Edinburgh (sinh năm 1921); ông là Vương thân Anh sống thọ thứ ba và nam Vương thân sống thọ nhất. Từ năm 2009, Vương tế Philip đã trở thành vị Vương tế tại vị lâu nhất. Sau khi ông qua đời vào ngày 9 tháng 4, thành viên lớn tuổi nhất của Vương thất là Nữ vương Elizabeth II (1926–2022) của Vương quốc Anh. Khi còn sống, bà là thành viên Vương tộc Anh sống thọ thứ năm và là Quân chủ Anh sống thọ nhất. Sau khi Nữ vương qua đời vào ngày 8 tháng 9 năm 2022, Công tước phu nhân xứ Kent đương nhiệm là Katharine (sinh năm 1933) trở thành thành viên Vương thất lớn tuổi nhất còn sống. Elizabeth II là Quốc vương Anh trị vì lâu nhất trong lịch sử kể từ tháng 9 năm 2015.

## Danh sách các thành viên Vương thất Anh theo tuổi thọ
| Hạng | Tên                                                             | Chân dung                                               | Quan hệ                | Quan hệ                                                                                              | Ngày sinh/mất        | Ngày sinh/mất        | Tuổi thọ | Tuổi thọ          |
| Hạng | Tên                                                             | Chân dung                                               | Theo                   | Với                                                                                                  | Sinh                 | Mất                  | (ngày)   | (năm, ngày)       |
| ---- | --------------------------------------------------------------- | ------------------------------------------------------- | ---------------------- | --- | -------------------- | -------------------- | -------- | ----------------- |
| 1    | Công nương Alice, Công tước phu nhân xứ Gloucester              | Princess Alice, Duchess of Gloucester                   | Hôn nhân               | Hoàng tử Henry, Công tước xứ Gloucester                                                              | 25 tháng 12 năm 1901 | 29 tháng 10 năm 2004 | 37.564   | 102 năm, 309 ngày |
| 2    | Vương hậu Elizabeth Vương mẫu hậu                               | Queen Elizabeth The Queen Mother                        | Hôn nhân               | George VI                                                                                            | 4 tháng 8 năm 1900   | 30 tháng 3 năm 2002  | 37.128   | 101 năm, 238 ngày |
| 3    | Vương phu Philip, Công tước xứ Edinburgh                        | Prince Philip, Duke of Edinburgh                        | Hôn nhân               | Elizabeth II                                                                                         | 10 tháng 6 năm 1921  | 9 tháng 4 năm 2021   | 36,463   | 99 năm, 303 ngày  |
| 4    | Vương tôn nữ Alice của Albany                                   | Princess Alice of Albany                                | Huyết thống            | Hoàng tử Leopold, Công tước xứ Albany                                                                | 25 tháng 2 năm 1883  | 3 tháng 1 năm 1981   | 35.741   | 97 năm, 313 ngày  |
| 5    | Elizabeth II                                                    | Elizabeth II                                            | Huyết thống            | George VI                                                                                            | 21 tháng 4 năm 1926  | 8 tháng 9 năm 2022   | 36.152   | 98 năm, 357 ngày  |
| 6    | Vương tôn nữ Augusta xứ Cambridge                               | Princess Augusta of Cambridge                           | Huyết thống            | Hoàng tử Adolphus, Công tước xứ Cambridge                                                            | 19 tháng 7 năm 1822  | 5 tháng 12 năm 1916  | 34.472   | 94 năm, 139 ngày  |
| 7    | Vương tử Arthur, Công tước xứ Connaught và Strathearn           | Prince Arthur, Duke of Connaught and Strathearn         | Huyết thống            | Victoria                                                                                             | 1 tháng 5 năm 1850   | 16 tháng 1 năm 1942  | 33.497   | 91 năm, 260 ngày  |
| 8    | Vương nữ Louise                                                 | Princess Louise                                         | Huyết thống            | Victoria                                                                                             | 18 tháng 3 năm 1848  | 3 tháng 12 năm 1939  | 33.496   | 91 năm, 260 ngày  |
| 9    | Auguste, Công tước phu nhân xứ Cambridge                        | Augusta, Duchess of Cambridge                           | Hôn nhân               | Hoàng tử Adolphus, Công tước xứ Cambridge                                                            | 25 tháng 7 năm 1797  | 6 tháng 4 năm 1889   | 33.492   | 91 năm, 255 ngày  |
| 10   | Hoàng tử George William của Cumberland *                        | —                                                       | Huyết thống            | Hoàng tử Ernest Augustus của Cumberland *                                                            | 25 tháng 3 năm 1915  | 8 tháng 1 năm 2006   | 33.162   | 90 năm, 289 ngày  |
| 11   | Katharine, Công tước phu nhân xứ Kent                           | Katharine, Duchess of Kent                              | Hôn nhân               | Hoàng tử Edward, Công tước xứ Kent                                                                   | 22 tháng 2 năm 1933  | Còn sống             | 33.653   | 92 năm, 50 ngày   |
| 12   | Marie, Công tước phu nhân xứ Cumberland và Teviotdale           | Marie, Duchess of Cumberland and Teviotdale             | Hôn nhân               | Hoàng tử George, Công tước xứ Cumberland và Teviotdale                                               | 14 tháng 4 năm 1818  | 9 tháng 1 năm 1907   | 32.411   | 88 năm, 270 ngày  |
| 13   | Viktoria Luise, Công tước phu nhân xứ Cumberland *              | Victoria Louise, Princess Ernest Augustus of Cumberland | Hôn nhân               | Vương tử Ernest Augustus xứ Cumberland *                                                             | 13 tháng 9 năm 1892  | 11 tháng 12 năm 1980 | 32.230   | 88 năm, 89 ngày   |
| 14   | Vương tôn nữ Patricia của Connaught                             | Princess Patricia of Connaught                          | Huyết thống            | Hoàng tử Arthur, Công tước xứ Connaught và Strathearn                                                | 17 tháng 3 năm 1886  | 12 tháng 1 năm 1974  | 32.077   | 87 năm, 301 ngày  |
| 15   | Vương tôn Edward, Công tước xứ Kent                             | Prince Edward, Duke of Kent                             | Huyết thống            | Vương tử George, Công tước xứ Kent                                                                   | 9 tháng 10 năm 1935  | Còn sống             | 32.694   | 89 năm, 186 ngày  |
| 16   | Vương nữ Beatrice                                               | Princess Beatrice                                       | Huyết thống            | Victoria                                                                                             | 14 tháng 4 năm 1857  | 26 tháng 10 năm 1944 | 31.971   | 87 năm, 195 ngày  |
| 17   | Alexandra xứ Kent                                               | Princess Alexandra of Kent                              | Huyết thống            | Hoàng tử George, Công tước xứ Kent                                                                   | 25 tháng 12 năm 1936 | Còn sống             | 32.251   | 88 năm, 109 ngày  |
| 18   | Vương hậu Mary                                                  | Queen Mary                                              | Hôn nhân               | George V                                                                                             | 26 tháng 5 năm 1867  | 24 tháng 3 năm 1953  | 31.348   | 85 năm, 302 ngày  |
| 19   | Hoàng tử George, Công tước xứ Cambridge                         | Prince George, Duke of Cambridge                        | Huyết thống            | Hoàng tử Adolphus, Công tước xứ Cambridge                                                            | 26 tháng 3 năm 1819  | 17 tháng 3 năm 1904  | 31.037   | 84 năm, 357 ngày  |
| 20   | Victoria Adelaide, Công tước phu nhân xứ Albany *               | Victoria Adelaide, Duchess of Albany                    | Hôn nhân               | Hoàng tử Charles Edward, Công tước xứ Albany *                                                       | 31 tháng 12 năm 1885 | 3 tháng 10 năm 1970  | 30.956   | 84 năm, 276 ngày  |
| 21   | Beatrice của Edinburgh                                          | Princess Beatrice of Edinburgh                          | Huyết thống            | Vương tử Alfred, Công tước xứ Edinburgh                                                              | 20 tháng 4 năm 1884  | 13 tháng 7 năm 1966  | 30.033   | 82 năm, 84 ngày   |
| 22   | Victoria                                                        | Victoria                                                | Huyết thống            | Hoàng tử Edward, Công tước xứ Kent và Strathearn                                                     | 24 tháng 5 năm 1819  | 22 tháng 1 năm 1901  | 29.828   | 81 năm, 243 ngày  |
| 23   | George III                                                      | George III                                              | Huyết thống            | Frederick, Thân vương xứ Wales                                                                       | 4 tháng 6 năm 1738   | 29 tháng 1 năm 1820  | 29.823   | 81 năm, 239 ngày  |
| 24   | Mary của Liên hiệp Anh                                          | Princess Mary, Duchess of Gloucester and Edinburgh      | Huyết thống & Hôn nhân | Hậu duệ của George III; Kết hôn với Hoàng tử William Frederick, Công tước xứ Gloucester và Edinburgh | 25 tháng 4 năm 1776  | 30 tháng 4 năm 1857  | 29.589   | 81 năm, 5 ngày    |
| 25   | Vương hậu Alexandra                                             | Queen Alexandra                                         | Hôn nhân               | Edward VII                                                                                           | 1 tháng 12 năm 1844  | 20 tháng 11 năm 1925 | 29.573   | 80 năm, 354 ngày  |
| 26   | Công chúa Alexandra xứ Cumberland *                             | Princess Alexandra of Cumberland                        | Huyết thống            | Hoàng tử Ernest Augustus, Công tước xứ Cumberland và Teviotdale *                                    | 29 tháng 9 năm 1882  | 30 tháng 8 năm 1963  | 29.554   | 80 năm, 335 ngày  |
| 27   | Vương tôn Michael xứ Kent                                       | Prince Michael of Kent                                  | Huyết thống            | Vương tử George, Công tước xứ Kent                                                                   | 4 tháng 7 năm 1942   | Còn sống             | 30,234   | 82 năm, 283 ngày  |
| 28   | Hoàng tử Ernest Augustus, Công tước xứ Cumberland và Teviotdale | Prince Ernest Augustus, Duke of Cumberland              | Huyết thống            | George III                                                                                           | 5 tháng 6 năm 1771   | 18 tháng 11 năm 1851 | 29.385   | 80 năm, 166 ngày  |

## Thời gian nắm giữ kỷ lục thành viên Vương thất Anh sống lâu nhất
| Tên                                                | Chân dung                             | Quan hệ     | Quan hệ                                   | Ngày sinh/mất        | Ngày sinh/mất        | Tuổi thọ | Tuổi thọ          | Năm giữ kỷ lục | Năm giữ kỷ lục |
| Tên                                                | Chân dung                             | Theo        | Với                                       | Sinh                 | Mất                  | (ngày)   | (năm, ngày)       | Từ             | Đến            |
| -------------------------------------------------- | ------------------------------------- | ----------- | ----------------------------------------- | -------------------- | -------------------- | -------- | ----------------- | -------------- | -------------- |
| George II                                          | George II                             | Huyết thống | George I                                  | 9 tháng 11 năm 1683  | 25 tháng 10 năm 1760 | 28.109   | 76 năm, 351 ngày  | ―              | 1815           |
| George III                                         | George III                            | Huyết thống | Frederick, Thân vương xứ Wales            | 4 tháng 6 năm 1738   | 29 tháng 1 năm 1820  | 29.823   | 81 năm, 239 ngày  | 1815           | 1879           |
| Auguste, Công tước phu nhân xứ Cambridge           | Augusta, Duchess of Cambridge         | Hôn nhân    | Hoàng tử Adolphus, Công tước xứ Cambridge | 25 tháng 7 năm 1797  | 6 tháng 4 năm 1889   | 33.492   | 91 năm, 255 ngày  | 1879           | 1914           |
| Vương tôn nữ Augusta xứ Cambridge                  | Princess Augusta of Cambridge         | Huyết thống | Hoàng tử Adolphus, Công tước xứ Cambridge | 19 tháng 7 năm 1822  | 5 tháng 12 năm 1916  | 34.472   | 94 năm, 139 ngày  | 1914           | 1977           |
| Vương tôn nữ Alice của Albany                      | Princess Alice of Albany              | Huyết thống | Hoàng tử Leopold, Công tước xứ Albany     | 25 tháng 2 năm 1883  | 3 tháng 1 năm 1981   | 35.741   | 97 năm, 313 ngày  | 1977           | 1998           |
| Thái hậu Elizabeth                                 | Queen Elizabeth The Queen Mother      | Hôn nhân    | George VI                                 | 4 tháng 8 năm 1900   | 30 tháng 3 năm 2002  | 37.128   | 101 năm, 238 ngày | 1998           | 2003           |
| Công nương Alice, Công tước phu nhân xứ Gloucester | Princess Alice, Duchess of Gloucester | Hôn nhân    | Hoàng tử Henry, Công tước xứ Gloucester   | 25 tháng 12 năm 1901 | 29 tháng 10 năm 2004 | 37.564   | 102 năm, 309 ngày | 2003           | Hiện nay       |